# Eurypetalum unijugum
Eurypetalum unijugum är en ärtväxtart som beskrevs av Hermann August Theodor Harms. Eurypetalum unijugum ingår i släktet Eurypetalum och familjen ärtväxter. IUCN kategoriserar arten globalt som sårbar. Inga underarter finns listade i Catalogue of Life.